# Lord Mortons Stute

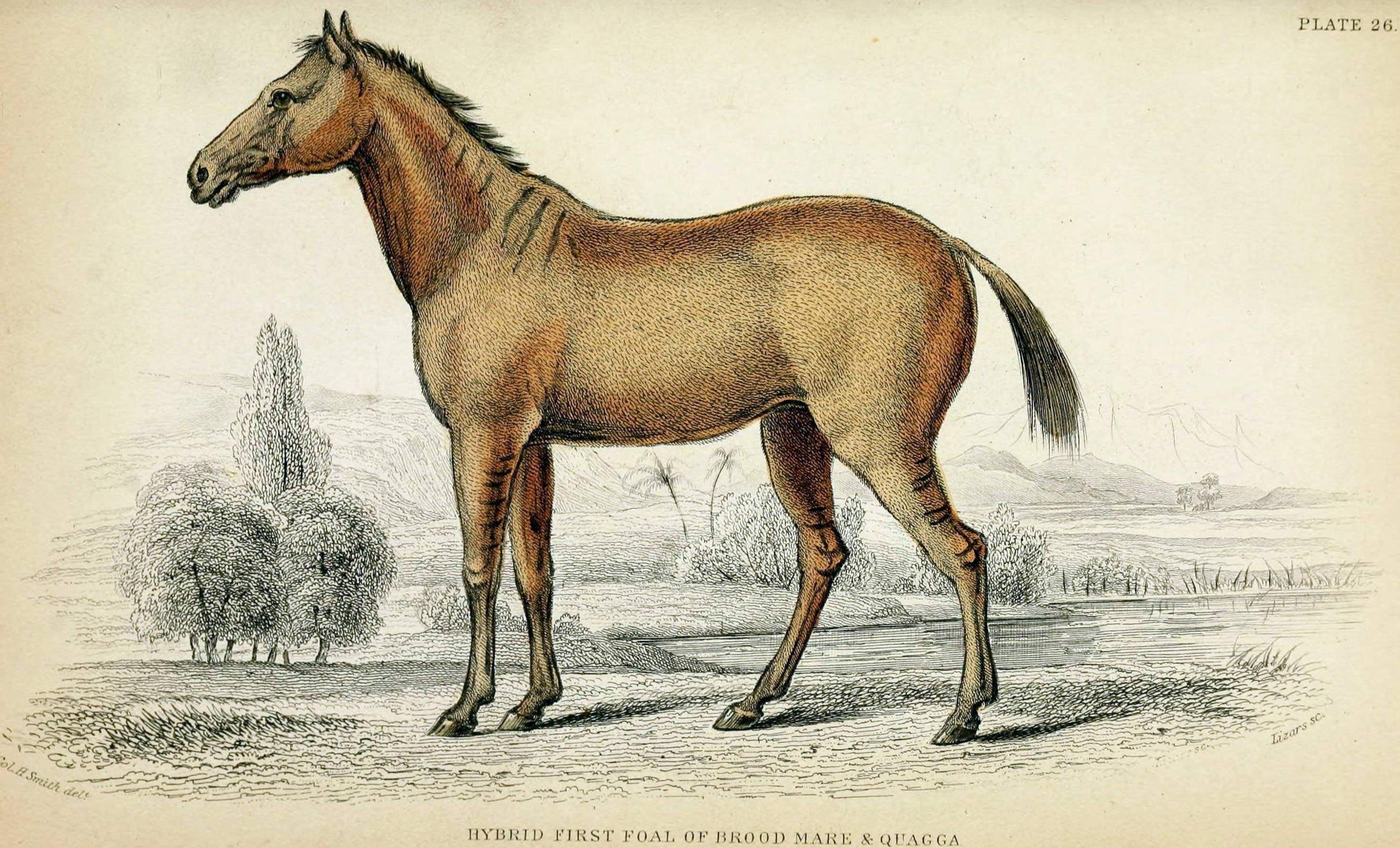
Erste Hybride aus der Stute und einem Quagga-Hengst

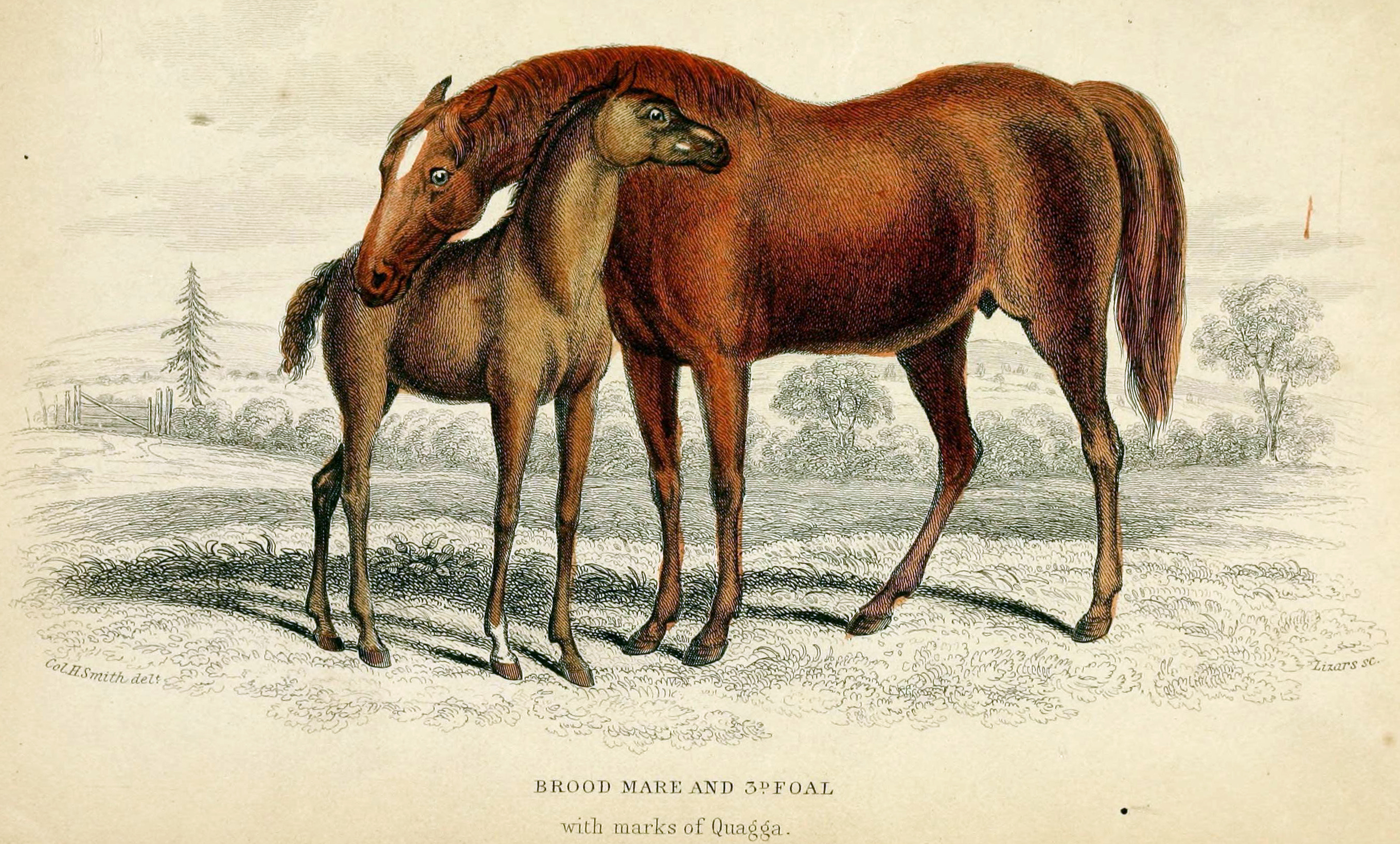
Die Stute mit einem späteren Fohlen

Die Stute von Lord Morton ist ein häufig zitiertes Beispiel in der Geschichte der Evolutionstheorie. Die Hauspferdestute brachte die erste Hybride mit einem Quagga-Hengst zur Welt. Anschließend wurde sie mit Pferdehengsten gedeckt und brachte weitere Fohlen, die Streifen an den Beinen aufwiesen.
In einem Brief von 12. August 1820 teilt George Douglas, 16. Earl of Morton und Mitglied der Royal Society, deren Präsidenten mit, dass er sich bemühe Quaggas, eine Unterart des Steppenzebras zu domestizieren. Dafür habe er seine Fuchsstute, die zu 7/8 arabisches Vollblut führte, mit einem Quagga-Hengst gedeckt und ein Hybrid-Fohlen erhalten. Anschließend deckte er die Stute zwei Mal in Folge mit einem schwarzen Hauspferde-Hengst. Die beiden daraus entstandenen Fohlen wiesen Zebrastreifen an den Beinen auf. Die Royal Society veröffentlichte 1821 Lord Mortons Brief in den Philosophical Transactions.
In derselben Ausgabe erschien ein Aufsatz ähnlichen Inhalts von Daniel Giles, Esq. Dieser ließ ein schwarz-weißes Hausschwein von einem kastanienbraunen wilden Eber decken. Der Wurf ähnelte teils der Sau, teils dem Eber. Der wilde Eber starb. Anschließend wurde die Sau mit einem schwarz-weißen Eber gedeckt. In dem Wurf zeigten sich jedoch wieder Ferkel mit kastanienbraunen Flecken.
Diese beiden Berichte schienen die damals in der Vererbungslehre diskutierte Theorie der Telegonie zu stützen. Charles Darwin zitierte das Beispiel von Lord Mortons Stute in seinem Hauptwerk Über die Entstehung der Arten von 1859 und in The Variation of Animals and Plants under Domestication (1868). Die Idee der Telegonie besagt, dass eine vorhergegangene Trächtigkeit sowohl beim Menschen, als auch beim Tier, den Phänotyp von Nachkommen aus darauf folgenden Trächtigkeiten beeinflussen kann. Diese Theorie kann bis auf Aristoteles zurückgeführt werden und wurde in den 1890er Jahren mit der Wiederentdeckung der Mendelschen Regeln verworfen.